# Wolfgang Krull
Wolfgang Krull   (Baden-Baden, 26 d'agost de 1899 - Bonn, 12 d'abril de 1971) va ser un matemàtic alemany.

## Vida i Obra
No es coneix gran cosa de la joventut de Krull, que era fill d'un dentista. El 1919 va ingressar a la universitat de Friburg de Brisgòvia i, després d'estudiar un semestre a la universitat de Rostock i un curs sencer a la de Göttingen on va ser fortament influenciat per Emmy Noether, va obtenir el doctorat a Friburg el 1922 amb una tesi sobre la teoria dels divisors elementals dirigida per Alfred Loewy.
A partir de 1922 va ser professor ajudant de la universitat de Friburg de Brisgòvia fins que el 1928 va ser nomenat professor titular de la universitat d'Erlangen. El 1938 va ser nomenat catedràtic a la universitat de Bonn per substituir Otto Toeplitz que havia estat acomiadat per en aplicació de les lleis racials nazis. Durant la Segona Guerra Mundial va ser destinat al Observatori de la Marina a la ciutat de Greifswald (Pomerània), on va estar fent estudis d'interès militar sobre la propagació del so i sobre higrometria. Com que aparentment va ser membre del partir nazi, NSDAP, va ser sospitós acabada la guerra, però, després d'un investigació dels aliats, va ser re-instaurat en la seva càtedra a Bonn el 1946. Es va retirar de la docència el 1969 i va morir ds anys després per problemes circulatoris.
Krull, amb Emmy Noether, va convertir la teoria dels ideals multiplicatius en una teoria autónoma que s'ha convertit en una eina poderosa en geometria algebraica i en geometria analítica complexa. El seu llibre de 1935 sobre aquest tema, reeditat el 1968, va tenir una gran influència en el desenvolupament posterior de la matèria. També va fer aportacions importants en altres dominis de l'àlgebra o connexes com la teoria de Galois, la teoria d'anells, les extensions algebraiques infinites o la teoria de grups.